# Jan Grabowski (harcerz)
Jan Eugeniusz Grabowski (ur. 30 grudnia 1897 w Słupcy, zm. prawdopodobnie w kwietniu 1940 w Charkowie) – polski sędzia, instruktor harcerski, harcmistrz, prawdopodobnie ofiara zbrodni katyńskiej.

## Życiorys
Jan Grabowski początkowo uczył się w szkole handlowej w Koninie, jednak po wybuchu I wojny światowej był zmuszony do przeniesienia się do Kijowa, a później do Białej Cerkwi, gdzie ukończył gimnazjum. Rozpoczął studia medyczne na Uniwersytecie Kijowskim. W 1918 roku wrócił do Warszawy, gdzie zapisał się na Wydział Prawa Uniwersytetu Warszawskiego. Po studiach pracował jako sędzia, początkowo w Bielsku Podlaskim, później w Grójcu i następnie w Warszawie. W 1936 roku uzyskał stopień doktora praw.
Większość życia oddał harcerstwu. Już w czasie studiów został członkiem Naczelnictwa Harcerskiego w Kijowie i jego delegatem na zjazd połączeniowy ZHP 1 listopada 1918 roku. Od tego momentu był członkiem Naczelnej Rady Harcerskiej i Głównej Kwatery Harcerzy (od co najmniej 1919 roku). Wraz z Franciszkiem Brzezińskim opracował i opublikował w 1925 roku Harcerski Kodeks Honorowy, w którym m.in. wykluczono pojedynki w harcerskim postępowaniu honorowym. Po 1930 roku był m.in. Przewodniczącym Naczelnego Sądu Harcerskiego (co najmniej do 1937 roku).
Według Tadeusza Strumiłły (w 8. tomie PSB wydanym w 1960 roku) Jan Grabowski po 1939 roku zaginął bez wieści, według Hausnera i Wierzbickiego zginął w Charkowie, choć jego nazwisko nie znajduje się w charkowskiej Księdze cmentarnej.

## Życie prywatne
Jan Grabowski był synem Edmunda Antoniego i Marii Elżbiety z domu Lipińskiej. W 1928 roku ożenił się z Wandą Babicką.